# Боркі-Падухи
Боркі-Падухи (пол. Borki-Paduchy) — село в Польщі, у гміні Вішнев Седлецького повіту Мазовецького воєводства.
Населення — 472 особи (2011).
У 1975-1998 роках село належало до Седлецького воєводства.

## Демографія
Демографічна структура станом на 31 березня 2011 року:
|          | Загалом | Допрацездатний вік | Працездатний вік | Постпрацездатний вік |
| -------- | ------- | ------------------ | ---------------- | -------------------- |
| Чоловіки | 238     | 69                 | 153              | 16                   |
| Жінки    | 234     | 58                 | 138              | 38                   |
| Разом    | 472     | 127                | 291              | 54                   |